# Scioglyptis lyciaria
Espèce
Scioglyptis lyciaria est une espèce d'insectes lépidoptères de la famille des Geometridae qui vit en Australie.
Il a une envergure d'environ 40 mm.
Sa larve se nourrit sur Acacia mearnsii, Persoonia falcata, Exocarpos cupressiformis et des espèces d'Eucalyptus.

## Synonyme
- Parathemis poecilaria